# Верховня (усадьба)
Верховня — усадебный комплекс XVIII—XIX веков в одноимённом селе Ружинского района Житомирской области Украины. Был построен шляхтичами Ганскими, затем перешёл к Ржевуским. Памятник архитектуры Украины национального значения.

## История
В 1780—1790 годах Ян Ганский на территории современного дворцово-паркового комплекса закладывает парк. Позднее, в 1800 году был построен дворец в стиле ампир. Строительство закончил уже сын Яна Ганского Вацлав. В усадьбе Ганских действовал свой придворный оркестр концертмейстера Густава Герке — один из первых профессиональных коллективов Житомирщины.
Вместе со дворцом было построено два флигеля, соединявшихся со дворцом подземными переходами. В одном из них размещалась кухня, другой флигель принадлежал Каролю Ганскому, брату Вацлава, исполнявшему функции управляющего имением. Поблизости также располагался дом семейного врача, ветеринара, садовника и агронома. В усадебном пейзажном парке был розарий, оранжерея, пруд с лебедями и домашний зоопарк.
В 1810 году недалеко от дворца была построена фамильная часовня-усыпальница Ганских.
После свадьбы в 1819 году с Эвелиной Ганской Вацлав Ганский подарил ей имение Верховня. В 1847 году, к уже овдовевшей к тому времени Эвелине Ганской сюда приезжал её возлюбленный, а с 1850 года муж, Оноре де Бальзак и работал тут над некоторыми своими произведениями.
Следующим владельцем имения был брат Эвелины, Адам Ржевуский. В его время имение состояло из сел и местечек: Верховня, Мосиеевка, Крыловка; Борщаговка, Скибинцы, Куренец, Капустинцы, Чепижинцы и др. Бывал там также брат Эвелины и Адама, писатель Генрих Ржевуский. Дочь Адама Ржевуского — Екатерина, венчавшаяся тут с Вильгельмом Адамом Карлом Радзивиллом, со временем была вынуждена продать имение и дворец, перешедшие к ней по наследству от отца. Приусадебный парк размечал сам Миклер, известный голландский специалист, а ухаживал за парком долгое время — вплоть до 1925 г. местный житель польского происхождения Каспар Пюро.
|                                           |  |               |  |                |  |                                          |
| Дворец на рисунке Н.Орды, около 1860 года |  | Главный фасад |  | Парковый фасад |  | Часовня-усыпальница Ганских и Ржевусских |

## Верховнянское привидение

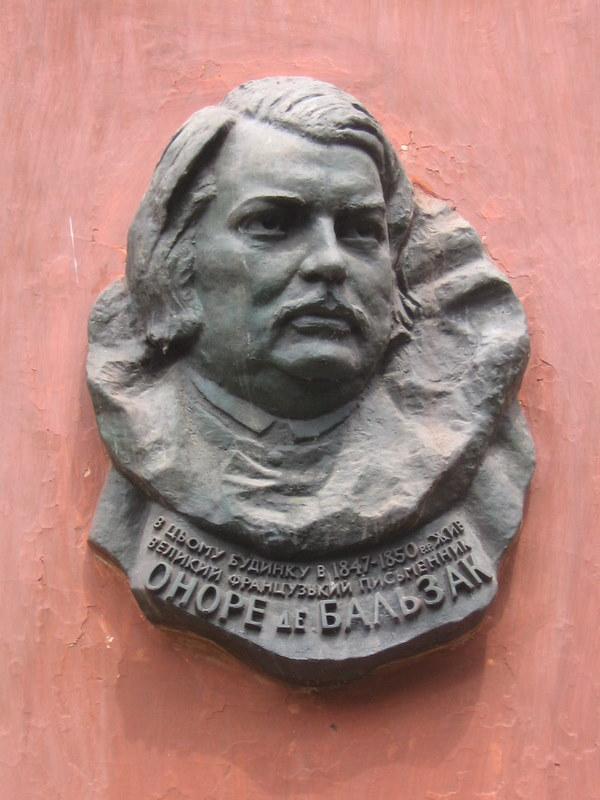
Мемориальная доска Бальзака

С 1825 по 1828 годы во дворце наблюдался ряд паранормальных явлений, крайне досаждавших обитателям усадьбы, названный впоследствии «верховнянское привидение». Незримая сущность регулярно пугала семейство Ганских и их гостей различными звуками (стуки, скрипы, стоны, шепот, лязганье цепи и др.). От привидения очень страдали дети Ганских, особенно дочь Вацлава и Эвелины Анна. Незримая сущность постоянно таскала её за волосы и отвешивала ей оплеухи. Однажды привидению даже удалось расстроить помолвку дочери Ганских — во время церемонии в комнате ниоткуда раздавались непристойные высказывания в адрес молодых. Три дня спустя после неудачной помолвки Ганские сидели за обеденным столом. Неожиданно раздался страшный грохот — в камин упало пушечное ядро! А вслед за грохотом прозвучал голос, донимавшей семейство: «Я ухожу! Ждите меня через семь лет!». После этого Каролина Собаньская, сестра Эвелины Ганской, которая усиленно интересовалась оккультными науками, бросила в камин горсть какого-то порошка — как она пояснила, «персидского пороха». Порошок вспыхнул, где-то под потолком раздался страшный вопль, холодящий душу, и призрака дома Ганских не стало. Ни через 7 лет, ни через 27 он не вернулся. Привидение ушло навсегда.

### Сельскохозяйственный техникум
В 1922 году в бывшем дворце Ганских было открыто сельскохозяйственное училище. Через год училище стало филиалом Киевского сельскохозяйственного института. Студенты и преподаватели жили в комнатах на втором этаже, а в залах на первом этаже размещались лекционные аудитории. В настоящее время здесь действует сельскохозяйственный техникум.
В 1959 году в честь 160-летия Оноре де Бальзака в одной из комнат дворца был открыт его мемориальный музей, действовавший до 1995 года. Тридцать лет спустя дворец был отремонтирован с воссозданием фасадов и интерьеров, им были возвращены предполагаемые изначальные расцветка и декор. В 1995 году экспозиция была расширена до трех комнат и переименована в Житомирский областной музей Оноре де Бальзака.
|                  |  |       |  |                      |  |                  |
| Оркестровая ложа |  | Стены |  | Флигель управляющего |  | Кухонный флигель |